# Neuschwabenland
Neuschwabenland er et navn, som på enkelte kort blev brugt for området mellem 20° øst og 10° vest i Dronning Maud Land i Antarktis. Neuschwabenland blev udforsket af den tyske antarktisekspedition 1938–39 under ledelse af Alfred Ritscher. Området blev opkaldt efter ekspeditionens skib, "Schwabenland", som igen var opkaldt efter det tyske område Schwaben.

## Tyske antarktisekspedition (1938–1939)
Den tredje tyske antarktisekspedition (1938–1939) blev anført af Alfred Ritscher (1879–1963), en kaptajn i Kriegsmarine (den tyske flåde). Hovedmålet var at finde et område i Antarktis til en tysk hvalstation, for at Tyskland kunne producere mere fedt. Hvalolie var på den tid det vigtigste råmateriale til produktion af margarine og sæbe i Tyskland, og landet var den næststørste importør af norsk hvalolie med 200.000 ton om året. Udover fordelen ved ikke at være afhængig af import, var Tyskland på randen af krig, og man regnede med, at dette ville gå hårdt ud over landets økonomi. Et andet mål var at spejde efter et sted at placere en tysk flådebase.
Den 17. december 1938 drog ekspeditionen fra Hamburg mod Antarktis ombord på MS "Schwabenland" (en lastbåd bygget i 1925, som fik nyt navn i 1934 efter Schwaben, et område i det sydlige Tyskland). Skibet medbragte et fly, som kunne afsendes med en katapult. Den hemmelige ekspedition havde 33 medlemmer, mens "Schwabenland"s besætning talte 24. Den 19. januar 1939 nåede skibet frem til Kronprinsesse Martha Kyst, i et område som Norge netop havde gjort krav på som en del af Dronning Maud Land og begyndte at kortlægge området. Det tyske naziflag var placeret på havisen langs kysten. Tyskerne gav området navnet "Neu-Schwabenland" efter skibet, og oprettede en midlertidig base, og de næste uger vandrede flere hold langs kysten og gjorde krav på nærliggande bakkekamme og andre vigtige landmærker. Syv flyfototure blev udført af to vandflyvere fra skibet. Omkring et dusin 1,2 meter lange aluminiumspiller med 30 cm lange stålkegler og tre stabiliserende vinger med hagekors på blev smidt ud på isen ved vendepunktet på hver flyvetur. De udførte yderligere otte flyveture til områder af interesse, og på nogle af disse ture tog man billeder med farvefilm. I alt dækkede ekspeditionen hundredtusindvis af kvadratkilometer og tog mere end 16.000 flyfoto, og nogle af disse billeder blev udgivet af Ritscher efter krigen. Den isfrie Schirmacheroase, hvor forskingsstationerne Maitri og Novolazarevskaja lå, blev opdaget fra luften af Richardheinrich Schirmacher (som opkaldte oasen efter sig selv) kort tid før "Schwabenland" drog fra kysten af Antarktis den 6. februar 1939.
På turen hjem til Tyskland gjorde ekspeditionen oceanografiske studier nær Bouvetøen og Fernando de Noronha og kom tilbage til Hamburg den 11. april 1939. Samtidig havde norske myndigheder fået melding om ekspeditionen fra hvalfangere langs kysten af Dronning Maud Land.